# Гулистан
Гулиста́н (на узбекски: Guliston или Гулистон; на персийски: گلستانِ, в превод розова градина) е град в Югоизточен Узбекистан, административен център на Сърдаринска област. Според данни от 2007 година в града живеят 93 340 души.
Основан е в края на 19 век. До 1922 година е Гладна степ (на руски: Голодная степь), до 1961 — Мирзачул (на руски: Мирзачуль). Гулистан е железопътна гара на линията Ташкент – Хаваст.